# 山口廣秀
山口 廣秀（やまぐち ひろひで、1951年（昭和26年）3月6日）は、日本の中央銀行家。日本銀行副総裁を歴任し、年金積立金管理運用独立行政法人経営委員長。神奈川県出身。

## 略歴
- 1974年3月 東京大学経済学部卒業
- 1974年4月 日本銀行入行
- 1983年2月 ロンドン事務所[1]
- 1992年4月 調査統計局物価統計課長
- 1993年5月 大阪支店営業課長
- 1995年5月 営業局金融課長
- 1996年5月 高松支店長
- 1998年5月 経営企画室参事
- 2001年6月 ニューヨーク大学日米経営経済研究センター研究員[1]
- 2004年7月 企画局長
- 2006年2月 日本銀行理事
- 2008年10月27日 - 2013年3月19日 日本銀行副総裁
- 2013年7月1日　日興フィナンシャル・インテリジェンス理事長[2]
- 2021年4月1日　年金積立金管理運用独立行政法人経営委員長[3]